# Cardiff City Stadium
Das Cardiff City Stadium (walisisch Stadiwm Dinas Caerdydd) ist ein Rugby- und Fußballstadion im Stadtteil Leckwith der walisischen Hauptstadt Cardiff. Es ist die Heimstätte des Fußballclubs Cardiff City und ersetzte den 1910 eröffneten Ninian Park. Auch Cardiff Rugby, ein Rugby-Union-Team, nutzt dieses Stadion als Spielstätte. Im April 2009 wurde ein Hybridrasen verlegt, der aus Naturrasen mit eingeflochtenen Kunstrasenfasern besteht. Das am 22. Juli 2009 eröffnete Stadion fasste anfangs 26.828 Zuschauer. Es ist nach dem Millennium Stadium das zweitgrößte Sportstadion in Wales. Im Jahr 2014 wurde die Gegentribüne (Ninian Stand) um zwei Ränge aufgestockt, so dass die Kapazität nun bei 33.280 Plätzen liegt.
2014 wurde im Cardiffer Stadion das Spiel um den UEFA Super Cup zwischen Real Madrid und dem FC Sevilla (2:0) ausgetragen.

## Bildergalerie

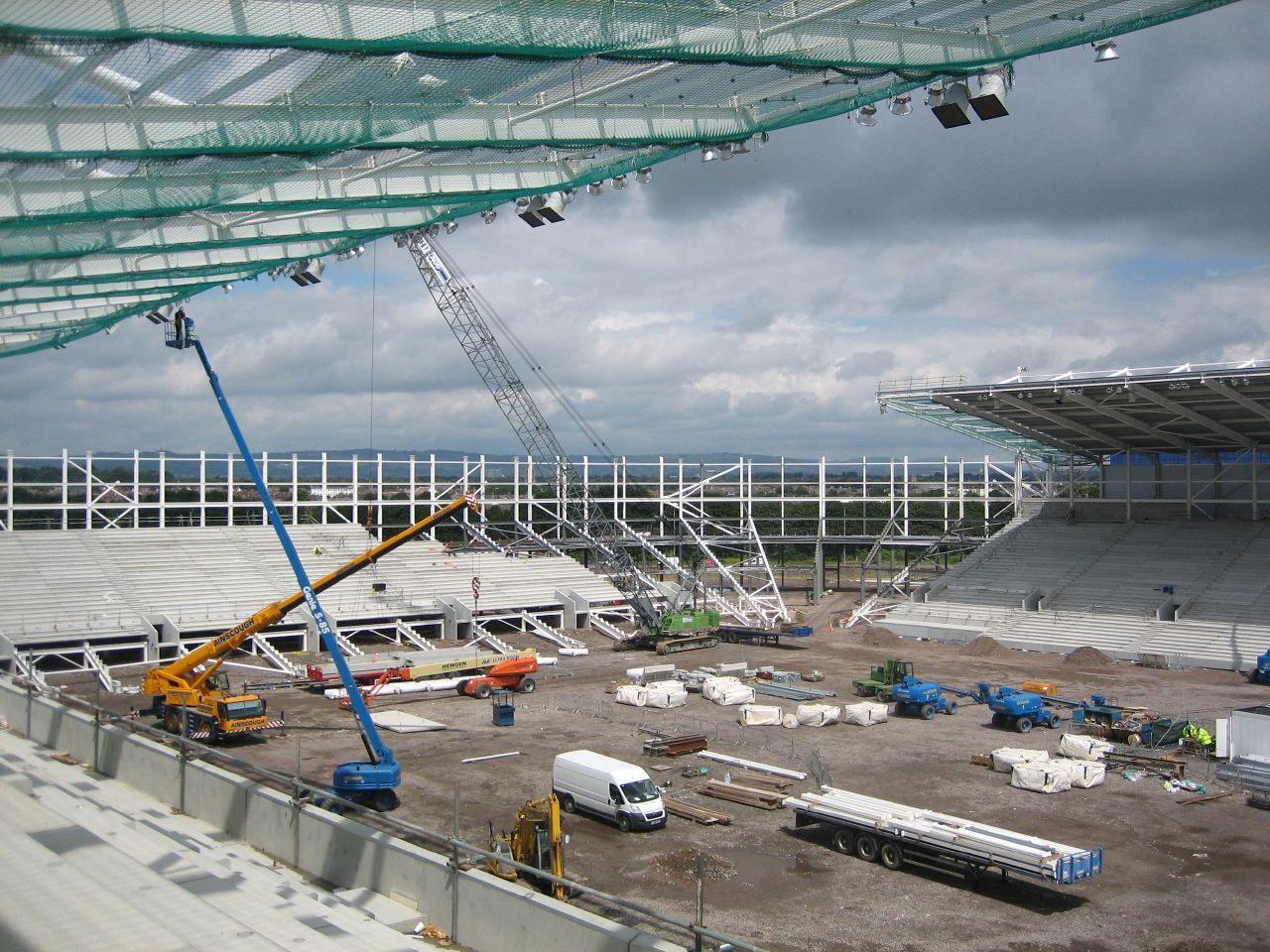
Das Stadion im Juli 2008 während der Bauphase
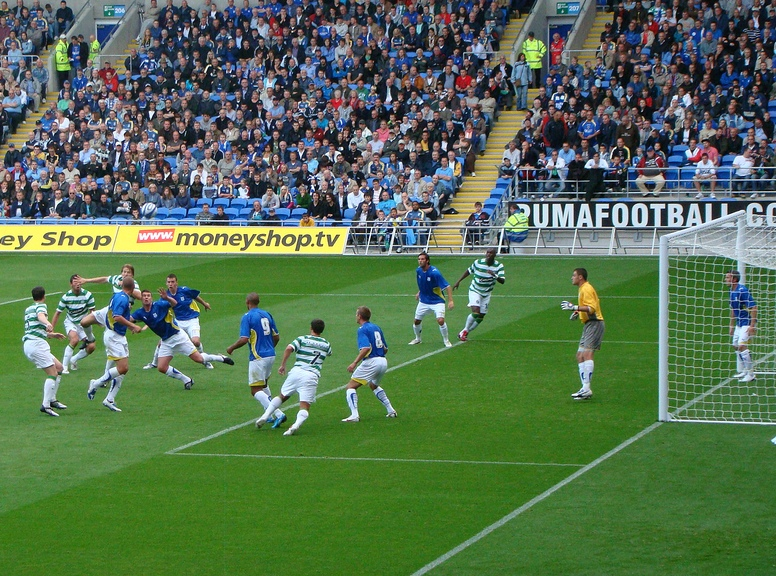
Eröffnungsspiel zwischen Cardiff City und Celtic Glasgow (0:0)
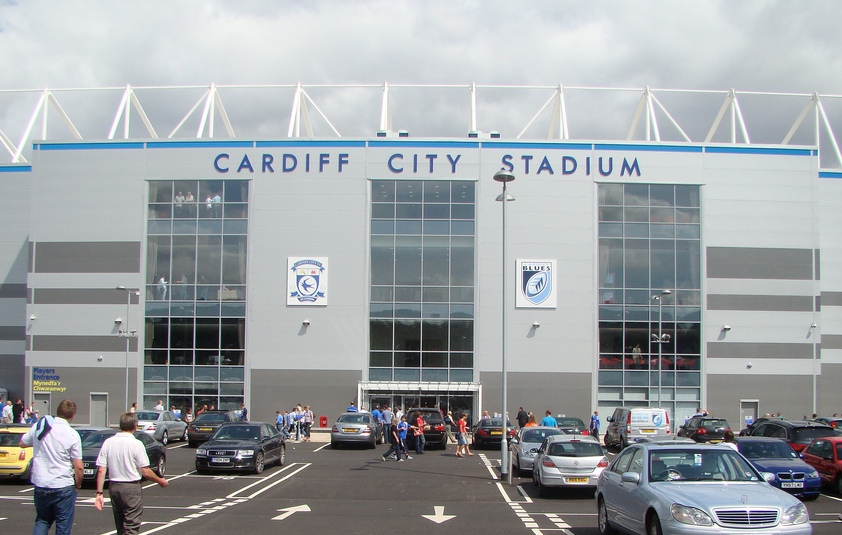
Fassade des Cardiff City Stadium im August 2009
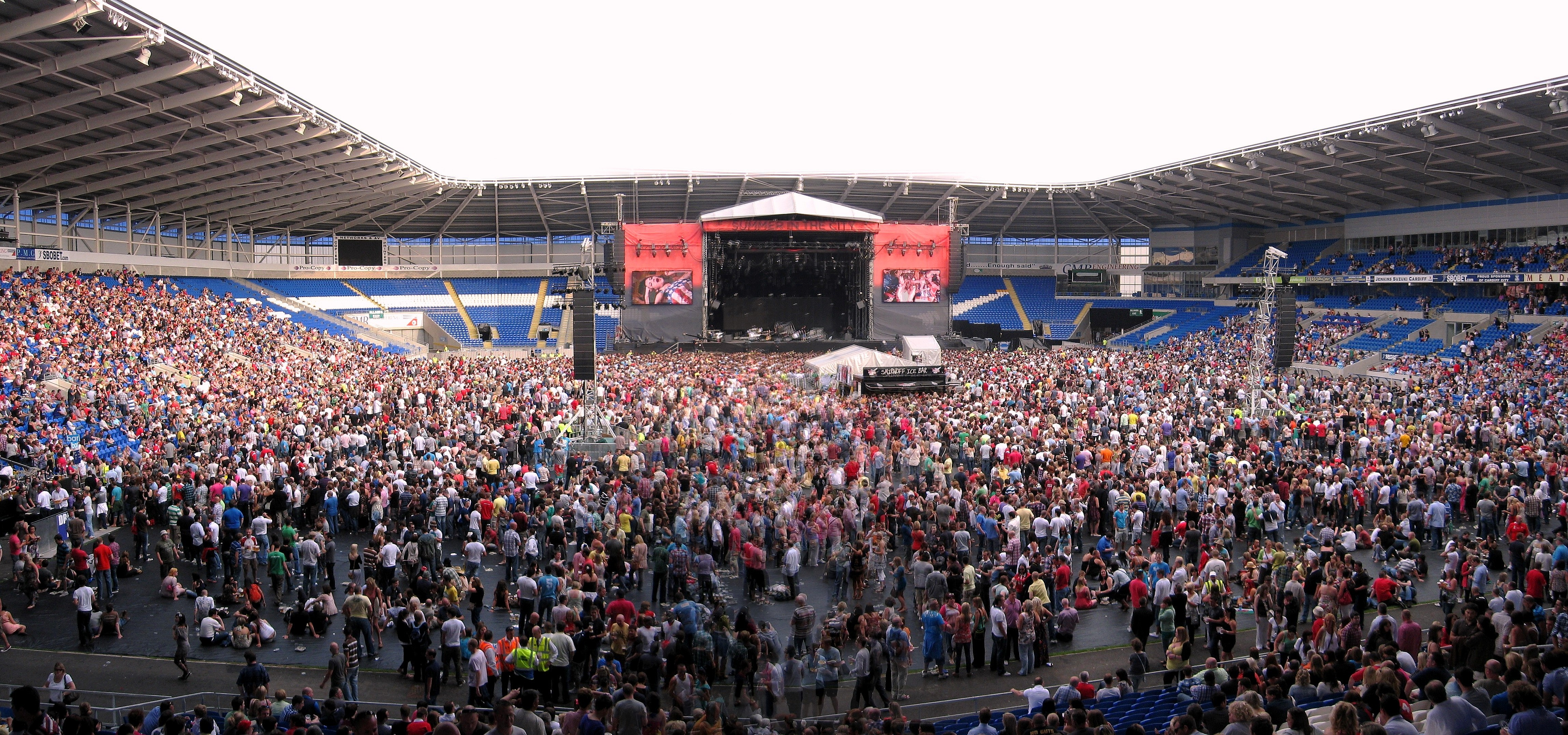
Die Stereophonics spielen das erste Konzert im Stadion am 5. Juni 2010